# I Put a Spell on You (album Nina Simone)
I Put a Spell on You è un album della cantante e pianista jazz Nina Simone pubblicato nel giugno del 1965.

## Tracce
Lato A
1. I Put a Spell on You – 2:33 (Screamin' Jay Hawkins, Herb Slotkin) – Registrato nel gennaio 1965 a New York City
2. Tomorrow Is My Turn – 2:43 (Charles Aznavour, Marcel Stellman) – Registrato nel gennaio 1965 a New York City
3. Ne me quitte pas – 3:27 (Jacques Brel) – Registrato nel gennaio 1965 a New York City
4. Marriage Is for Old Folks (dal musical The Secret Life of Walter Mitty) – 3:22 (Leon Carr, Earl Shuman) – Registrato nel gennaio 1965 a New York City
5. July Tree – 2:40 (Irma Jurist, Eve Merriam) – Registrato nel gennaio 1965 a New York City
6. Gimme Some – 2:58 (Andy Stroud) – Registrato nel gennaio 1965 a New York City

Durata totale: 17:43
Lato B
1. Feeling Good (dal musical The Roar of The Greasepaint) – 2:52 (Anthony Newley, Leslie Bricusse) – Registrato nel gennaio 1965 a New York City
2. One September Day – 2:47 (Rudy Stevenson) – Registrato nel 1964 a New York City, New York
3. Blues On Purpose (Strumentale) – 3:18 (Rudy Stevenson) – Registrato nel gennaio 1965 a New York City
4. Beautiful Land (dal musical The Roar of The Greasepaint) – 1:55 (Anthony Newley, Leslie Bricusse) – Registrato nel gennaio 1965 a New York City
5. You've Got to Learn – 2:40 (Charles Aznavour) – Registrato nel gennaio 1965 a New York City
6. Take Care of Business – 2:04 (Andy Stroud) – Registrato nel gennaio 1965 a New York City

Durata totale: 15:36

## Formazione
- Nina Simone - voce (eccetto traccia B3), pianoforte
- Rudy Stevenson - chitarra
- Hal Mooney - conduttore orchestra, arrangiamenti (tracce A1, A3, A4, A5, B1, B2 e B4)
- Horace Ott - conduttore orchestra, arrangiamenti (tracce A2, A6, B5 e B6)
- Jerome Richardson - sassofono solista (traccia A1)